# Kwas walerenowy
Kwas walerenowy – organiczny związek chemiczny z grupy kwasów karboksylowych, substancja seskwiterpenowa występująca w kłączach i korzeniach kozłka lekarskiego Valeriana officinalis, odpowiadająca za jego działanie uspokajające, nasenne oraz spazmolityczne. Kwas walerenowy jest agonistą receptora GABA.